# Aigurande
Aigurande ist eine französische Gemeinde mit 1329 Einwohnern (Stand 1. Januar 2022) im Département Indre in der Region Centre-Val de Loire; sie gehört zum Arrondissement La Châtre und zum Kanton Neuvy-Saint-Sépulchre. Die Gemeinde gehört zum Gemeindeverband Marche Berrichonne.

## Geografie
Aigurande liegt rund 26 Kilometer südöstlich von La Châtre, an der Grenze zum benachbarten Département Creuse in der Region Nouvelle-Aquitaine. Im westlichen Gemeindegebiet entspringt die Bouzanne, im östlichen Gemeindegebiet verläuft die Vauvre.

## Etymologie
Der Name des Ortes leitet sich vom gallischen Wort „Equoranda“ ab, welches einen Fluss bezeichnet, der zwei gallische Stämme, nämlich die der Lemovici und der Biturigen (aus der Provinz Berry) voneinander trennte.

## Bevölkerungsentwicklung
- 1936: 2257
- 1954: 2353
- 1968: 2315
- 1975: 2284
- 1982: 2180
- 1990: 1932
- 2006: 1658
- 2017: 1428

## Kultur und Sehenswürdigkeiten
- Die Dolmen des Pontets
- Überreste der Burg
- Mühle von Planet

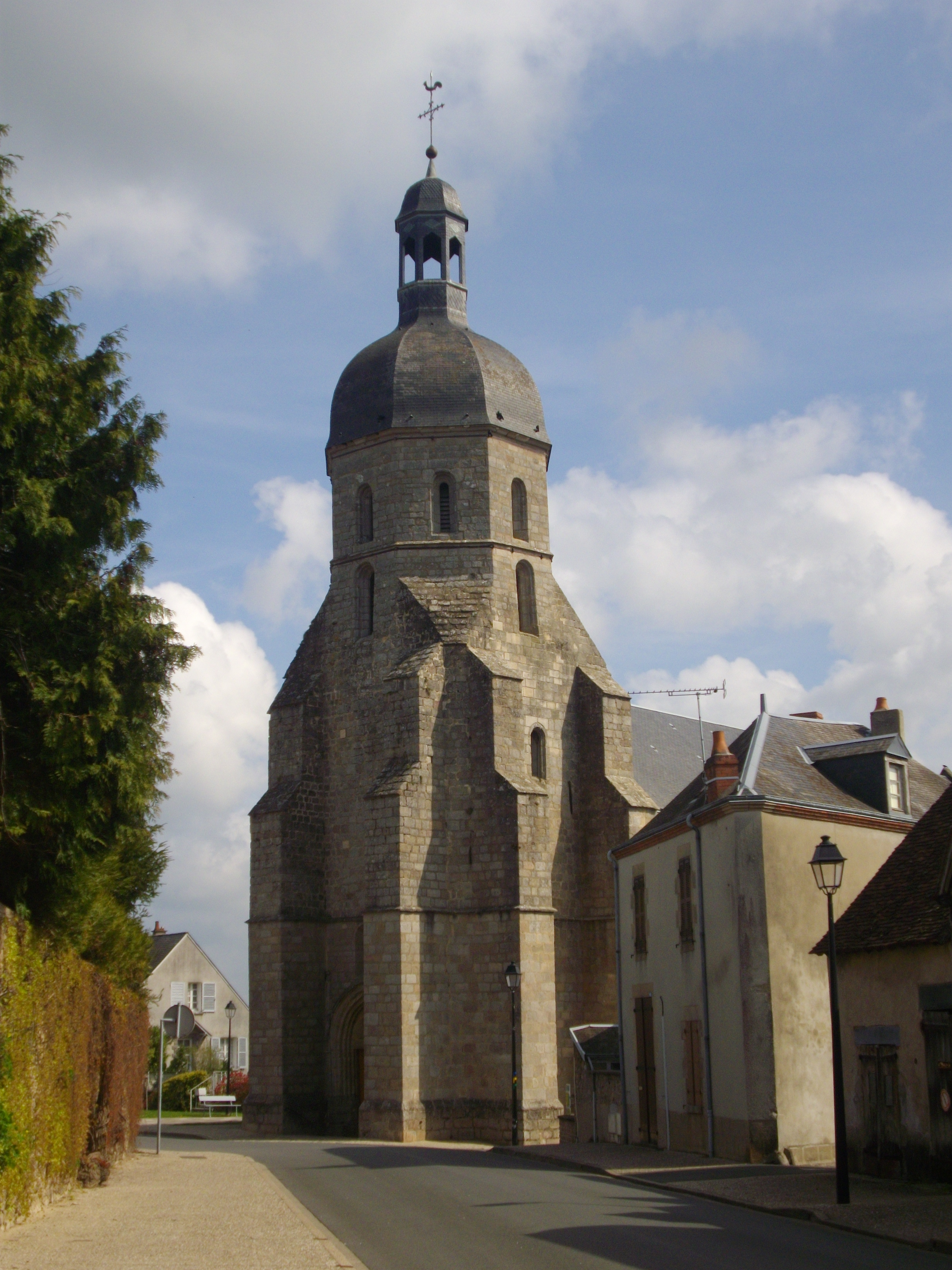
Kirche Notre-Dame

- Kirche Notre Dame aus dem 11. und 14. Jahrhundert, Monument historique
- Kirchenchor aus dem 14. Jahrhundert
- Glockenturm aus dem 16. Jahrhundert
- Kapelle Notre Dame de la Bouzanne (18. Jahrhundert) nahe der Bouzanne-Quelle
- Bouzanne-Quelle
- Sonnenuhr
- Lavoir
- Alte Römerstraße[1]

## Sport
2008 startete in Aigurande die 6. Etappe der Tour de France. 2011 war die Gemeinde Startort der 8. Etappe der Tour de France.